# Гомес, Хосе Мария
Хосе Мария Гомес (José María Gómez (Gómez Reyes, Gómez-Reyes)) — испанский ученый, биолог-эволюционист, исследователь экологических взаимодействий между организмами. Доктор философии (1993), фул-профессор кафедры экологии Гранадского университета (с 2011, трудится там с 1997), исследовательский профессор CSIC.

## Биография
Свою карьеру начал в Университете Гранады.
После работы над докторской, в 1994—1995 постдок Университета штата Юта. В 1996 ассоциированный профессор Университета Сантьяго в Луго. С 1997 года вновь в Гранадском университете, ассистент-профессор до 2001 года, в 2001—2011 ассоциированный профессор, с 2011 фул-профессор, занял кафедру экологии. С 2013 года также аффилирован с CSIC, исследовательский профессор там с 2017 года. Руководил 12-ю PhD-студентами. Состоит в редколлегиях журналов Evolutionary Ecology (journal) и Ecology Letters. Руководитель вышедшего в Nature исследования «Филогенетические корни летального насилия у людей», называемого «первым тщательным исследованием насилия в мире млекопитающих, в котором собраны данные о более чем тысяче видов».
Публиковался также в PNAS, Global Ecology and Biogeography, Ecology, PLoS One, Plant Ecology. Соавтор более 150 статей.